# Joel Eriksson (schaatser)
Joel Eriksson (Göteborg, 16 september 1984) is een voormalig Zweeds langebaanschaatser en assistent-schaatscoach van Team CBA.
Eriksson maakte zijn internationale schaatsdebuut bij een wereldbekerwedstrijd in november 2006. In januari 2007 deed hij voor het eerst mee aan een internationaal kampioenschap. In Collalbo werd de Zweed 18e bij het EK Allround. Mede door zijn persoonlijke records in het seizoen 2007/2008 steeg hij op de Adelskalender van 223 naar een 124e positie. Op 29 juni 2012 maakte Eriksson bekend per direct te stoppen met schaatsen na aanhoudende knieproblemen. Hierna werd hij assistent-coach van Peter Muellers Team CBA.

## Persoonlijke records
| Afstand      | Tijd     | Datum            | Baan           |
| ------------ | -------- | ---------------- | -------------- |
| 500 meter    | 35,95    | 11 december 2009 | Salt Lake City |
| 1000 meter   | 1.09,57  | 6 december 2009  | Calgary        |
| 1500 meter   | 1.43,90  | 11 december 2009 | Salt Lake City |
| 3000 meter   | 3.48,17  | 12 februari 2010 | Salt Lake City |
| 5000 meter   | 6.27,98  | 17 november 2007 | Calgary        |
| 10.000 meter | 14.13,68 | 10 januari 2010  | Hamar          |

## Resultaten
| Jaar | NK allround | EK Allround | WK Allround | WK Sprint | WK Afstanden              | Olympische Spelen          | WK Junioren |
| ---- | ----------- | ----------- | ----------- | --------- | ------------------------- | -------------------------- | ----------- |
| 2002 |             |             |             |           |                           |                            | DQ1         |
| 2003 |             |             |             |           |                           |                            | NC28        |
| 2004 |             |             |             |           |                           |                            | NC34        |
|      |             |             |             |           |                           |                            |             |
| 2007 |             | NC18        |             | 30e       |                           |                            |             |
| 2008 | Zilver      | NC18        |             |           |                           |                            |             |
| 2009 |             | NC13        | NS3         | NS3       | 24e 1000m · achtervolging |                            |             |
| 2010 |             | 11e         | NC13        |           |                           | 24e 1500m 7e achtervolging |             |
| 2011 |             | NC15        | NC18        | 24e       | 18e 1500m                 |                            |             |

NC# = niet gekwalificeerd voor de laatste afstand maar wel #e geworden
DQ# = gediskwalificeerd op #
NS# = niet gestart op #